# 腔棘魚
腔棘魚是肉鰭魚綱腔棘鱼目（学名：Coelacanthiformes）的魚類，包含了最古老的有頷下門分支。腔棘魚所屬種類被認為已於至少6500萬年前的白堊紀完全滅絕，直至1938年在南非發現矛尾魚後，這個想法才被打破；現存的兩種矛尾魚因此也被稱為“活化石”。

## 自然史
腔棘魚最初出現於泥盆紀中期的化石紀錄。牠們分佈在古新世及中新世不同的水體中。
腔棘魚是肉鰭魚，胸鰭及臀鰭都是肉質的，尾巴及背鰭分叉成三葉，脊索延伸至中葉。牠們有獨特的層鱗，比真正的層鱗較薄。牠們頭顱骨前端有一種特別的感電器，稱為吻部器官，相信是用來幫助感應獵物及平衡身體。

### 化石紀錄
雖然僅存兩種腔棘魚，但於泥盆紀至白堊紀末期間，發現了很多不同種類的腔棘魚化石。有指腔棘魚經歷了數百萬年後形態依然沒有改變，但現存的物種卻從未有化石紀錄。一些已滅絕的物種，如大蓋魚屬，就很像矛尾魚。這個空隙的成因可能就是生活在淺水的腔棘魚已經滅絕，深水區的化石卻很少被發現。

## 分類

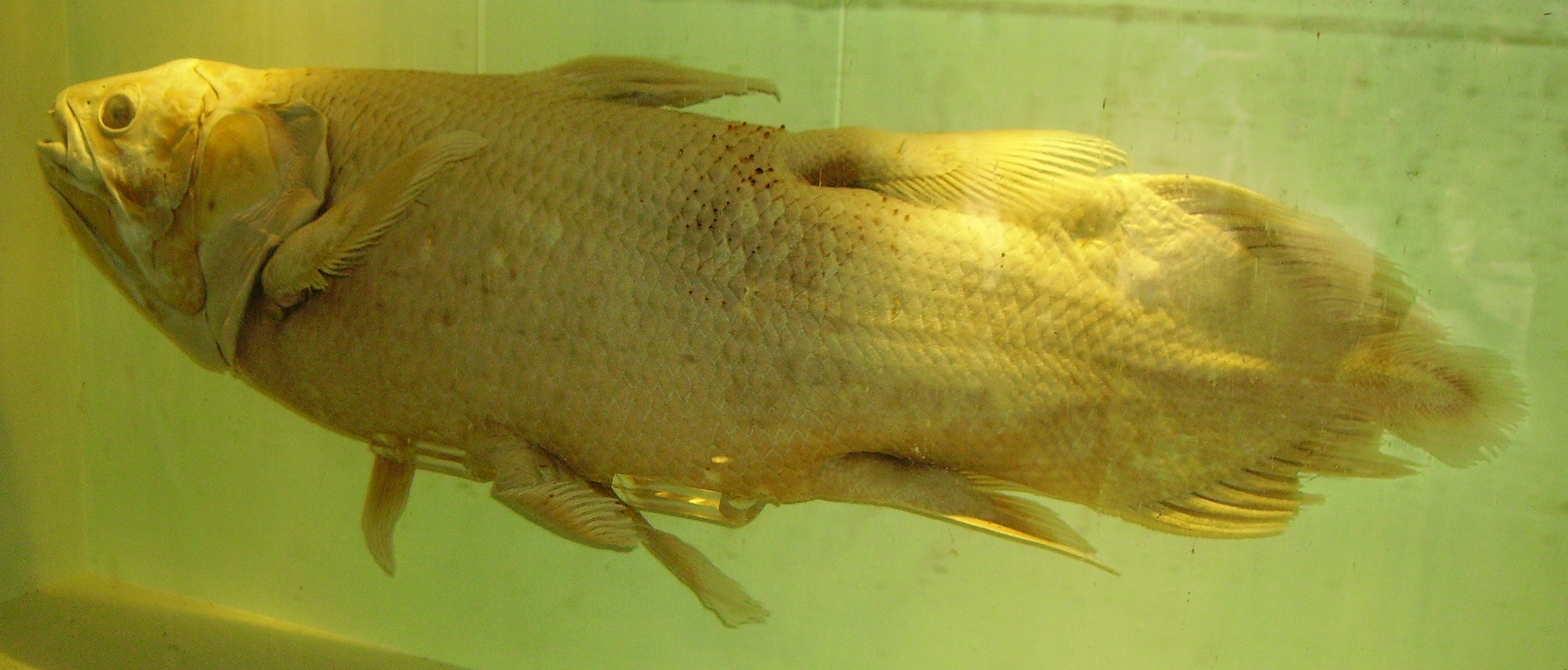
存放在倫敦自然歷史博物館的矛尾魚標本。

- 潘氏魚 Panderichthys：適合淤泥淺灘生活。
- 提塔利克魚 Tiktaalik：有像四肢的鰭，可以走上陸地。
- 棘螈 Acanthostega：有八趾的腳。
- 魚石螈 Ichthyostega：有腳。

以下是腔棘鱼目已知的科及屬：

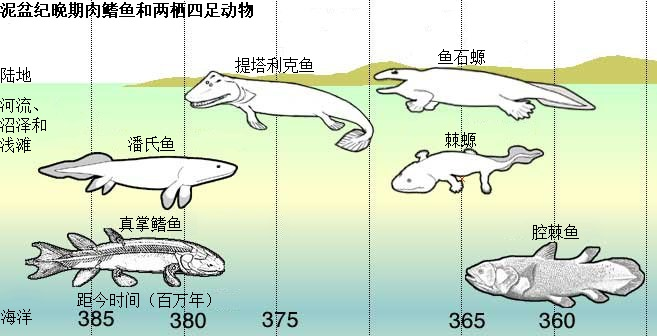
在晚泥盆紀脊椎動物的物種形成，遠洋區肉鰭魚類後代的適應性：
- 潘氏魚 Panderichthys：適合淤泥淺灘生活。
- 提塔利克魚 Tiktaalik：有像四肢的鰭，可以走上陸地。
- 棘螈 Acanthostega：有八趾的腳。
- 魚石螈 Ichthyostega：有腳。

- 腔棘鱼目 Coelacanthiformes
  - †蝶柱鱼属（英语：Styloichthys） Styloichthys
  - †懷特魚科（英语：Whiteiidae） Whiteiidae
    - †懷特魚屬 Whiteia
    - †皮爾逖魚屬（英语：Piveteauia） Piveteauia
    - †贵州空棘鱼属 Guizhoucoelacanthus

  - †叛逆腔棘鱼科 Rebellatricidae
    - †叛逆腔棘鱼属 Rebellatrix

  - †腔棘魚科 Coelacanthidae
  - 矛尾鱼亚目 Latimerioidei
    - †莫森氏魚科 Mawsoniidae
      - †长兴鱼属 Changxingia
      - †Alcoveria
      - †阿塞洛鱼属 Axelrodichthys
      - †钦利鱼属 Chinlea
      - †Diplurus
      - †Garnbergia
      - †莫森氏魚屬 Mawsonia
      - †Parnaibaia
      - †粗首鱼属 Trachymetopon
      - †?Atacamaia
      - †?罗平空棘鱼属 Luopingcoelacanthus
      - †?云南空棘鱼属 Yunnancoelacanthus

    - 矛尾魚科 Latimeriidae：是海中活化石，僅餘下兩個種，見內文：
      - 矛尾鱼亚科 Latimeriinae
        - †Holophagus
        - 矛尾魚屬 Latimeria
          - 西印度洋矛尾魚 L. chalumnae
          - 印尼矛尾魚 L. menadoensis

        - †利比斯腔棘鱼属 Libys
        - †大蓋魚屬 Macropoma
        - †拟大叶鱼属 Macropomoides
        - †Swenzia
        - †水神鱼属 Undina
        - †巨腔棘鱼属 Megacoelacanthus

      - †提契诺肩鱼亚科 Ticinepomiinae
        - †提契诺肩鱼属Ticinepomis
        - †弗瑞鱼属 Foreyia
        - †列佩尔鱼属 Rieppelia

## 外部連結
- ARKive 上的影片 （页面存档备份，存于）
- African Coelacanth Ecosystem Programme （页面存档备份，存于）
- Association for the Preservation of the Coelacanth （页面存档备份，存于）
- DINOFISH .com （页面存档备份，存于）
- MarineBio.org
- PBS: NOVA - Anatomy of the Coelacanth （页面存档备份，存于）